# Toltorpsdalen

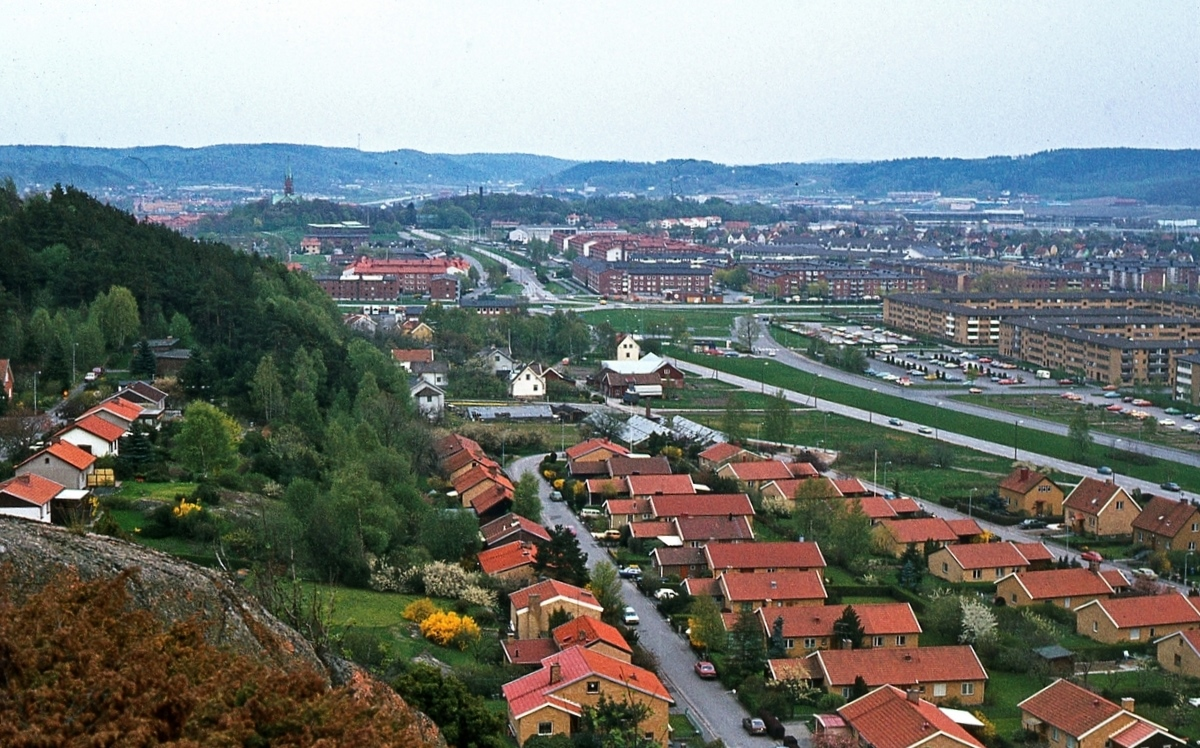
Vy över Safjällsgatan och Wättnegatan, 1983

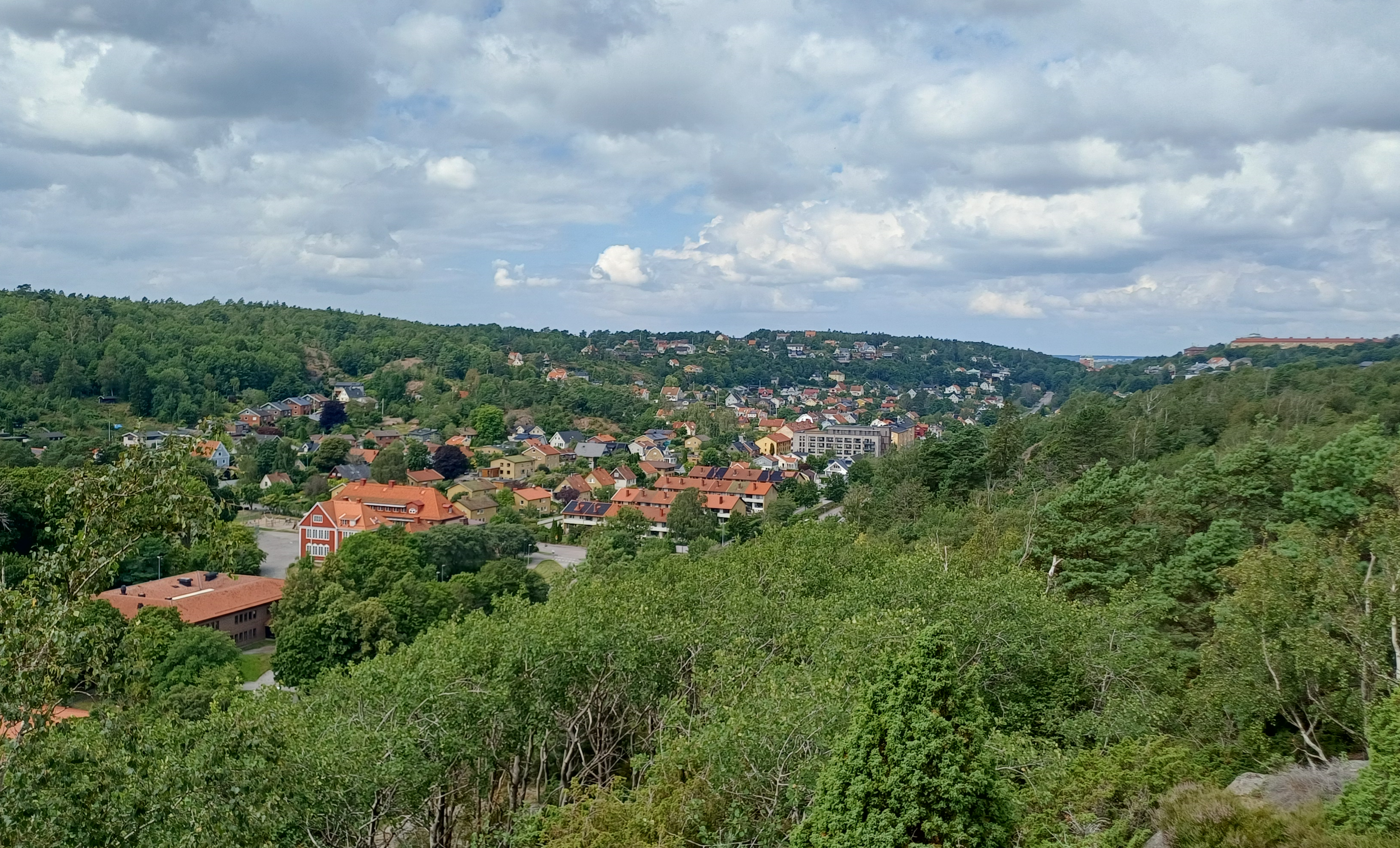
Vy över Toltorpsdalen mot nordväst

Toltorpsdalen är en stadsdel i nordvästra delen av kommundelen Västra Mölndal (motsvarande Fässbergs distrikt) i Västra Götalands län. Toltorpsdalen ligger mellan Göteborg och centrala Mölndal. Området består främst av småhusbebyggelse. Toltorpsdalen är belägen i en dal mellan Änggårdsbergen och Safjället. I norr angränsar området till villaområdet Södermalm och Sahlgrenska sjukhuset, i söder ligger det i anslutning till Bifrost och i öster angränsar det till Krokslätt. Hela västersidan utgörs av en vidsträckt skog mellan Göteborgs botaniska trädgård i norr och Västerberget i söder.

## Historia

### Stenålder och medeltid
Höjderna runt Toltorpsdalen var bebodda redan under stenåldern och boplatser har påträffats, bland annat vid Aspliden. Gravrösen finns på Safjället och Västerberget, och på Safjället finns två hällkistor och en fornborg.
Efter det att vattnet dragit sig tillbaka och landet höjt sig skedde bosättningarna nere vid nuvarande Wallinsgatan.

### Toltorps by
Toltorp omnämndes första gången som Torallatorp år 1396 och år 1550 bestod byn av fem hemman. Namnet Toltorpsdalen är belagt sedan år 1593 (Tolstorps dahl).
Byns byggnader låg vid nuvarande Wallinsgatan, som då var bygatan, och Toltorpsberget fram till nuvarande Vättnegatan. Inägorna låg längs nuvarande Bifrostgatan, medan utmarken omfattade stora delar av Toltorpsdalen, Västerberget och Safjället-Toltorpsberget.
Den första bebyggelsen i dalen var en stenhydda, uppförd på 1860- eller 1870-talet, och en andra stenhydda tillkom omkring 1895, vid nuvarande Stenhyddegatan.

### Egnahemsbebyggelsen
År 1912 påbörjades egnahemsbebyggelsen i Toltorpsdalen och det första egnahemmet stod klart året efter. Beteckningen Toltorpsdalen kom att omfatta villasamhället fram till Toltorpsskolan, det vill säga inte hela dalgången. Enligt Albert Lilienbergs karta över villasamhället omfattade det en del av Toltorpsdalen. Numera är det klart att Toltorpsdalen avser bebyggelsen ner till Bifrost. Gränsen anses nu gå vid Fässbergshemmet och Toltorps by.
Toltorpsdalen var landsbygd, utanför Göteborgs stad och långt från Mölndals municipalsamhälle. Egnahemsföreningen Toltorpsdalens gemensamma inträsseförening bildades den 9 juni 1914.
Göteborgs stad ogillade bebyggelsen i Toltorpsdalen och spärrade vägen tre gånger. Spärrarna förstördes av de boende och egnahemsföreningen letade reda på en gammal karta där en väg var utritad genom dalen. Därmed stod det klart att allmän väg inte får spärras. Orsaken till Göteborgs negativa inställning till bebyggelsen kan ha varit uteblivna skatteintäkter, samt oro för oreglerade kåkstäder runt staden. När Fässbergs kommun blivit stad fick den skyldighet att reglera bebyggelsen.
De boende i dalen ville införlivas med Göteborg, då de flesta kom därifrån och hade sina arbeten i staden. De ansåg dessutom att de behandlades styvmoderligt av Fässbergs kommun, senare Mölndals stad. Frågan var uppe till behandling flera gånger, men avstyrktes.

### Utbyggnad från 1960-talet
Bebyggelsen började i norra delen, mot gränsen till Göteborg och upp mot Södermalm. I början av 1960-talet uppfördes ett centrum och två HSB-hus med 30 lägenheter mellan nybyggarsamhället och Toltorpsskolan. Toltorpsgatan breddades åren 1959–1960. År 1964 byggde Ann-Ida Broström lyxvillor vid Fotbollsgatan. Runt Vättnegatan, Wennerbergsgatan och Safjällsgatan i söder uppfördes villor under 1950-talet och början av 1960-talet. Vid Wallinsgatan tillkom villor 1984 och flerbostadshusen vid Fallströmsgatan var inflyttningsklara 1993.

### Tattardalen
Toltorpsdalen hade tidigt dåligt rykte och det var svårt att få banklån, om man ville bygga i området. Dalen  blev också känd som "Tattardalen", men antalet tattare var inte så stort att det motiverade namnet. Namnet torde snarast komma från ljudlikheten med ett slarvigt uttal "Tåttårsdalen".
Toltorpsdalens utveckling vändes och den bebos numera av många läkare vid Sahlgrenska och professorer vid Chalmers.

## Etymologi
Den första byn fick namnet Toralds eller Torvalds torp, vilken kommit att utvecklas till Toltorp. Efterledet torp i ortnamn kom under medeltiden, eller möjligen under vikingatiden.

## Skola och omsorg
Toltorpsskolan stod färdig år 1918 och byggdes till 1931. Den har klass F-5. Dessutom finns ett kommunalt dagis, Toltorps förskola, samt ett par föräldrakooperativ inom stadsdelen. På gränsen till Bifrosts bostadsområde ligger ett servicehus.
Strax söder om Toltorpsskolan ligger en fotbollsplan som används av juniorlagen inom Dalen KFF.

## Kyrkor
Toltorpskyrkan är en vit träkyrka som tillhör Fässbergs församling ligger i korsningen Toltorpsgatan/Dalgångsgatan.